# Michel Vanderbauwhede
Michel Vanderbauwhede  est un footballeur belge né le 19 mai 1901 à Boezinge (Belgique) et mort le 3 juillet 1977 à  Ypres (Belgique).
Il a été attaquant au Royal Cercle Sportif Brugeois. Il joue son premier match en équipe première le 20 février 1921. Il effectue le doublé Coupe-Championnat en 1927. Il remporte également le Championnat de Belgique en 1930. Il marque 105 buts en 224 matches de championnat avec le Verts et Noirs.
Il obtient sa première sélection en équipe nationale en 1926. Il inscrit 7 buts en  15 matches avec l'équipe de Belgique.

## Palmarès
- International belge A de 1926 à 1930 (15 sélections et 7 buts marqués)
- première sélection: le 11 avril 1926, France-Belgique, 4-3
- Champion de Belgique en 1927 et 1930  avec le Royal CS Brugeois
- Vainqueur de la Coupe de Belgique en 1927 avec le Royal CS Brugeois